# Lidingö Hotell & Konferens
Lidingö Hotell & Konferens var en konferensanläggning som fram till 2014 ägdes och drevs av Lidingö Folkhögskola. Den har varit mötesplats för människor och det har bedrivits utbildning där sedan tidigt 1900-tal.

## Historik
På initiativ av Paul Peter Waldenström uppfördes 1908 Missionsskolan för utbildning av pastorer och missionärer inom Svenska Missionsförbundet. Under 1950-talet ändrades namnet till Teologiska Seminariet.
Lidingö folkhögskola startade 1981 med en fritidsledarutbildning. När sedan den teologiska utbildningen, som med tiden blivit högskola, flyttade till Bromma år 2002, började Utbildningscentrum Lidingö ta form. År 2014 flyttade folkhögskolan till Bromma och tog över Sjöviks folkhögskolas filial Betel folkhögskola och bytte namn till Bromma folkhögskola.

## Bilder

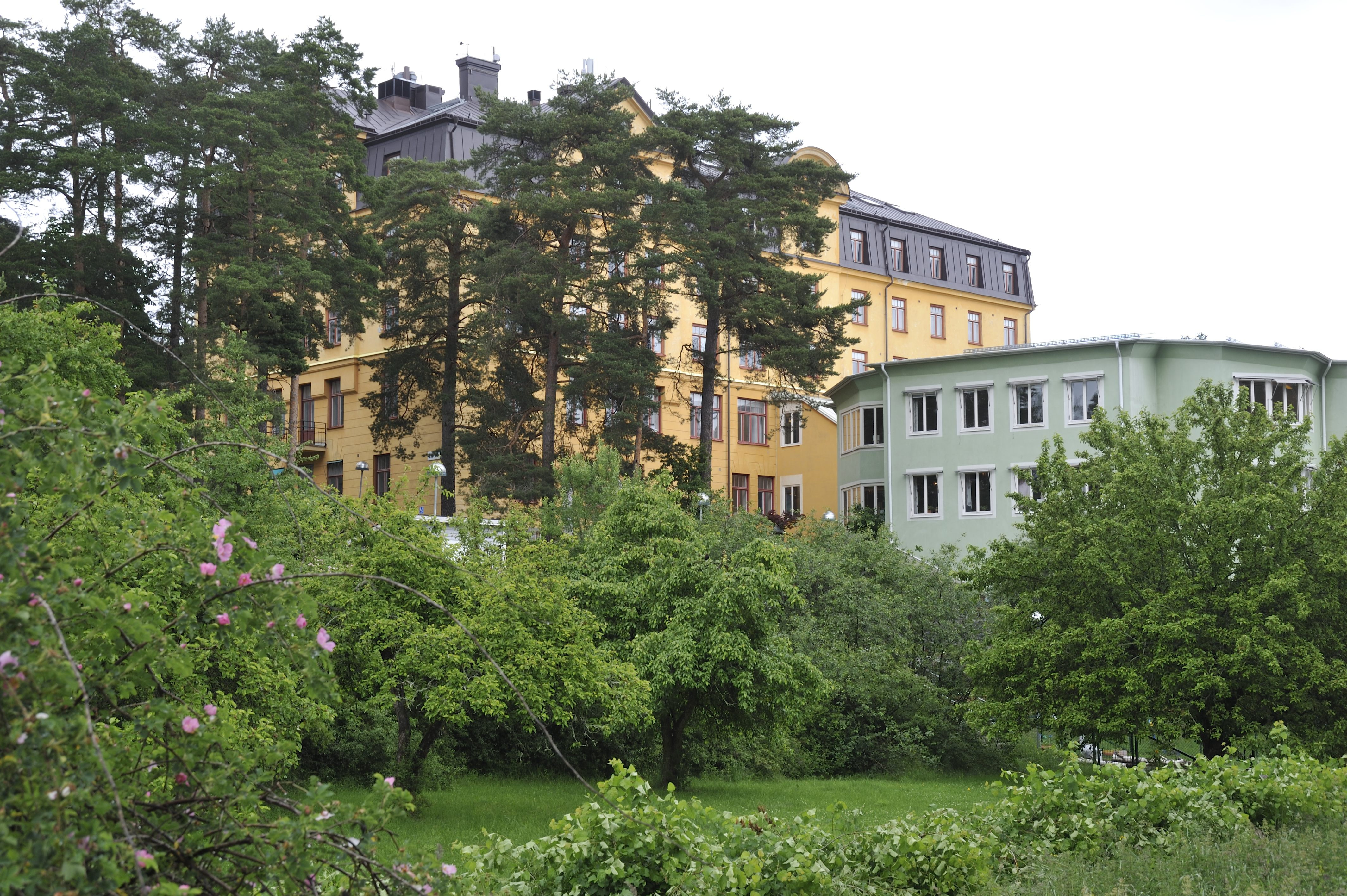
Huvudbyggnad
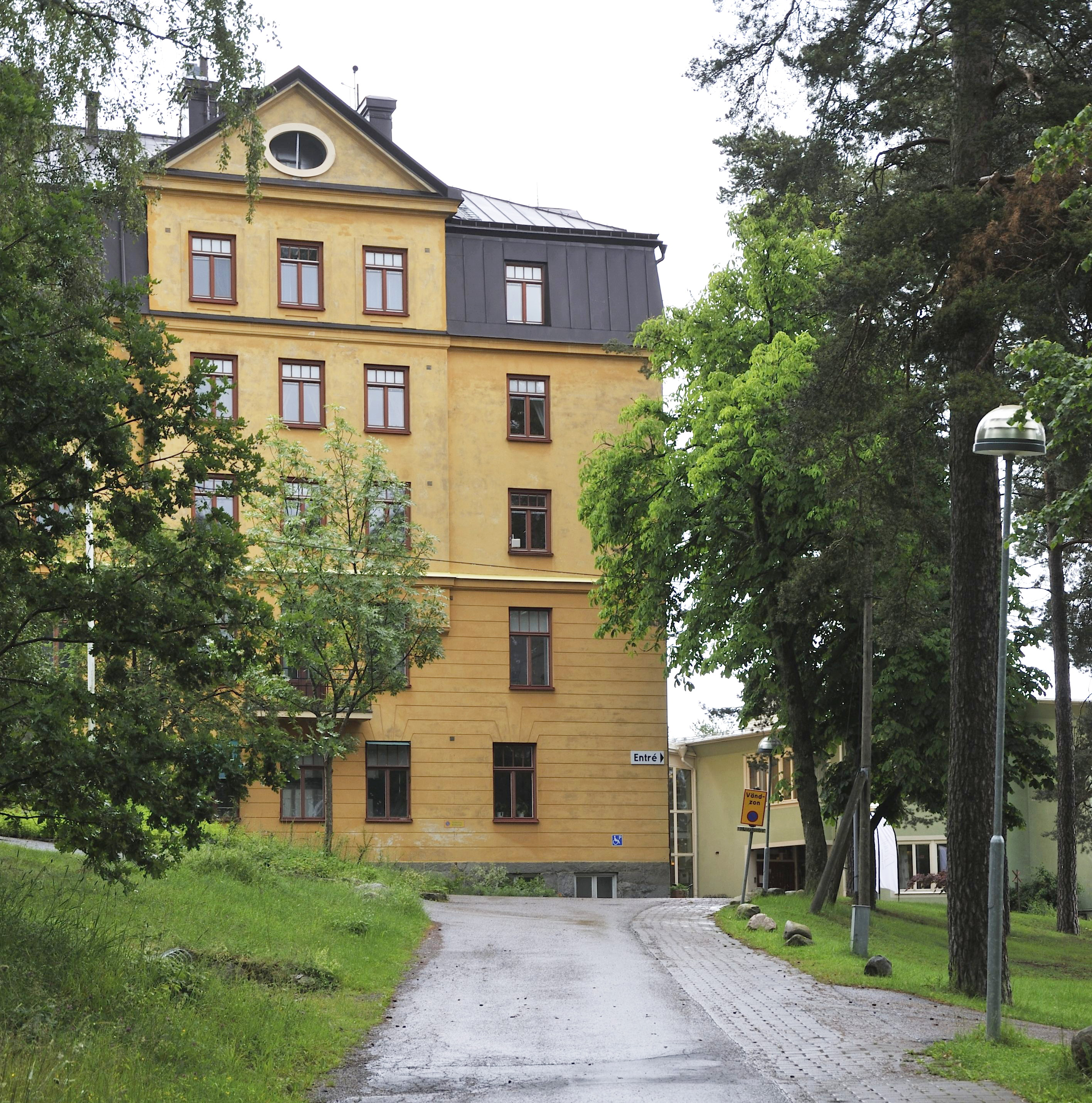
Lidingö Folkhögskola
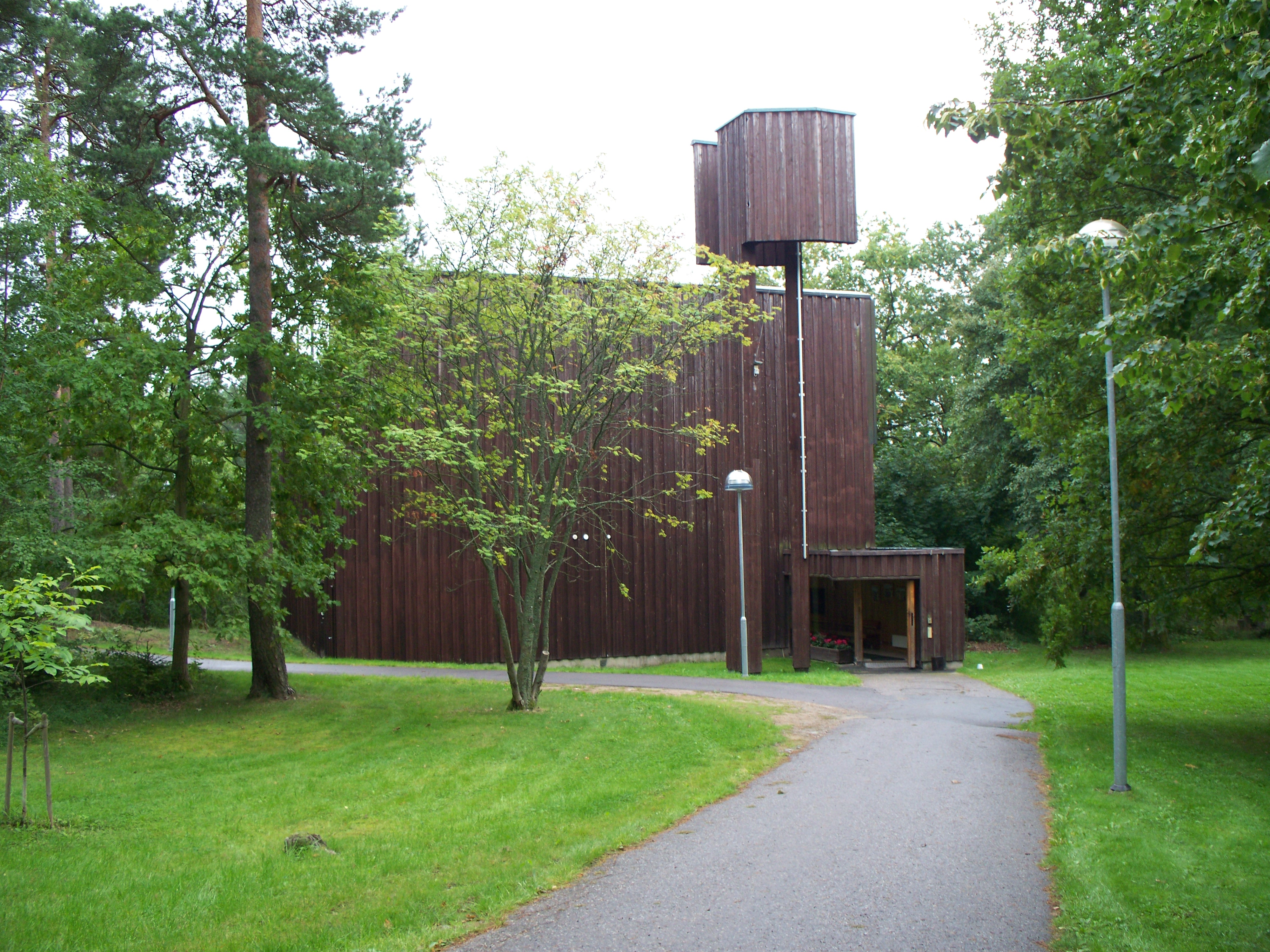
Kapellet, ritat av Carl Nyrén
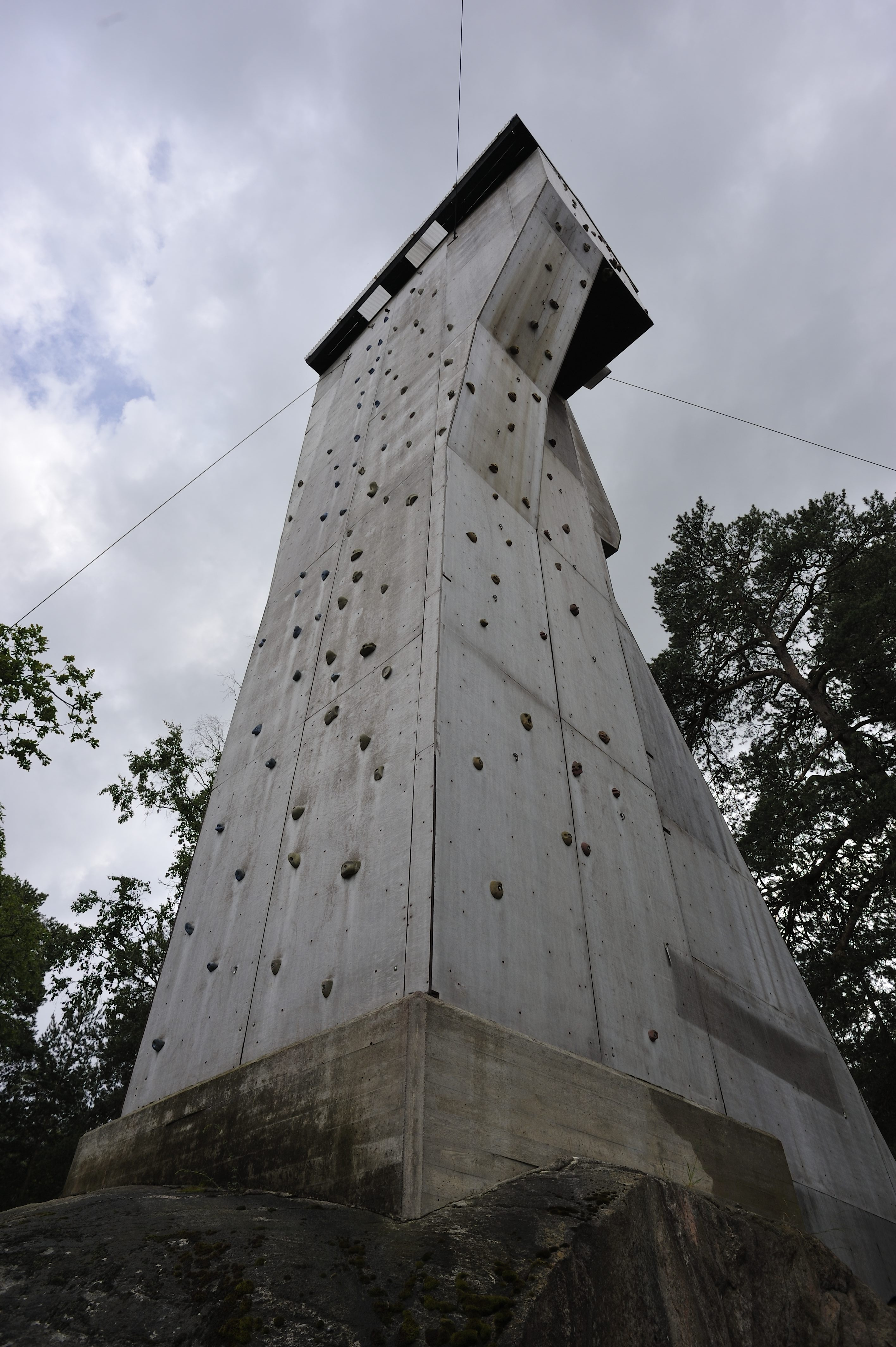
Klättertornet